# نورثهامبتون
نورثهامبتون (ماساتشوستس) (بالإنجليزية: Northampton, Massachusetts)‏ هي مدينة تقع في الولايات المتحدة في مقاطعة هامبشاير (ماساتشوستس). يقدر عدد سكانها بـ 28,592 نسمة ومساحتها 92.6 كم2 وترتفع عن سطح البحر 57.91 متر.

## التركيبة السكانية
حدّد مكتب تعداد الولايات المتحدة بيانات التركيبة السكانية لنورثهامبتون في تعداد الولايات المتحدة. في ما يلي، التركيبة السكانية حسب تعدادي 2000 و2010.

### تعداد عام 2000
بلغ عدد سكان نورثهامبتون 28,978 نسمة بحسب تعداد عام 2000، وبلغ عدد الأسر 11,880 أسرة وعدد العائلات 5,878 عائلة مقيمة في المدينة. في حين سجلت الكثافة السكانية 313 نسمة لكل كيلومتر مربع (810.7/ميل2). وبلغ عدد الوحدات السكنية 12,405 وحدة بمتوسط كثافة قدره 134 لكل كيلومتر مربع (347.1/ميل2).
وتوزع التركيب العرقي للمدينة بنسبة 90.01% من البيض و2.08% من الأمريكيين الأفارقة و0.30% من الأمريكيين الأصليين و3.13% من الأمريكيين ذوي الأصول الآسيوية و0.05% من سكان جزر المحيط الهادئ و2.41% من الأعراق الأخرى و2.03% من عرقين مختلطين أو أكثر و5.24% من الهسبانيون أو اللاتينيون من أي عرق.
بلغ عدد الأسر 11,880 أسرة كانت نسبة 24.3% منها لديها أطفال تحت سن الثامنة عشر تعيش معهم، وبلغت نسبة الأزواج القاطنين مع بعضهم البعض 36.7% من أصل المجموع الكلي للأسر، ونسبة 10.1% من الأسر كان لديها معيلات من الإناث دون وجود شريك، بينما كانت نسبة 2.7% من الأسر لديها معيلون من الذكور دون وجود شريكة وكانت نسبة 50.5% من غير العائلات. تألفت نسبة 37.3% من أصل جميع الأسر من عدة أفراد يعيشون في نفس المنزل ونسبة 10.7% كانت تتألف من شخص يعيش بمفرده يبلغ من العمر 65 عاماً أو أكثر. وبلغ متوسط حجم الأسرة المعيشية 2.14، أما متوسط حجم العائلات فبلغ 2.87.
بلغ العمر الوسطي للسكان 37.3 عاماً. وكانت نسبة 16.7% من القاطنين تحت سن الثامنة عشر، وكانت نسبة 7.4% بين الثامنة عشر والرابعة والعشرين عاماً، ونسبة 28.8% كانت واقعةً في الفئة العمرية ما بين الخامسة والعشرين والرابعة والأربعين عاماً، ونسبة 23.1% كانت ما بين الخامسة والأربعين والرابعة والستين، ونسبة 11.5% كانت ضمن فئة الخامسة والستين عاماً فما فوق. يوجد لكل 100 أنثى 85.1 ذكر، ويوجد لكل 100 أنثى في الثامنة عشر من عمرها فما فوق 81.5 ذكر.
بلغ متوسط دخل الأسرة في المدينة 41,808 دولارًا، أما متوسط دخل العائلة فبلغ 56,844 دولارًا. وكان متوسط دخل الذكور 37,264 دولارًا مقابل 30,728 دولارًا للإناث. وسجل دخل الفرد الخاص بالمدينة 24,022 دولارًا. وكانت نسبة 5.7% من العائلات ونسبة 9.8% من السكان تحت خط الفقر، وكان من هؤلاء نسبة 8.9% تحت سن الثامنة عشر ونسبة 9.1% في الخامسة والستين من العمر وما فوق.

### تعداد عام 2010
بلغ عدد سكان نورثهامبتون 28,549 نسمة بحسب تعداد عام 2010، وبلغ عدد الأسر 12,000 أسرة وعدد العائلات 5,895 عائلة مقيمة في المدينة. في حين سجلت الكثافة السكانية 308.3 نسمة لكل كيلومتر مربع (798.5/ميل2). وبلغ عدد الوحدات السكنية 12,728 وحدة بمتوسط كثافة قدره 137.5 لكل كيلومتر مربع (356.1/ميل2).
وتوزع التركيب العرقي للمدينة بنسبة 87.66% من البيض و2.72% من الأمريكيين الأفارقة و0.29% من الأمريكيين الأصليين و4.07% من الأمريكيين ذوي الأصول الآسيوية و0.05% من سكان جزر المحيط الهادئ و2.48% من الأعراق الأخرى و2.74% من عرقين مختلطين أو أكثر و6.75% من الهسبانيون أو اللاتينيون من أي عرق.
بلغ عدد الأسر 12,000 أسرة كانت نسبة 22.9% منها لديها أطفال تحت سن الثامنة عشر تعيش معهم، وبلغت نسبة الأزواج القاطنين مع بعضهم البعض 34.6% من أصل المجموع الكلي للأسر، ونسبة 11.3% من الأسر كان لديها معيلات من الإناث دون وجود شريك، بينما كانت نسبة 3.3% من الأسر لديها معيلون من الذكور دون وجود شريكة وكانت نسبة 50.9% من غير العائلات. تألفت نسبة 37.2% من أصل جميع الأسر من عدة أفراد يعيشون في نفس المنزل ونسبة 10.2% كانت تتألف من شخص يعيش بمفرده يبلغ من العمر 65 عاماً أو أكثر. وبلغ متوسط حجم الأسرة المعيشية 2.12، أما متوسط حجم العائلات فبلغ 2.81.
بلغ العمر الوسطي للسكان 40.0 عاماً. وكانت نسبة 16.2% من القاطنين تحت سن الثامنة عشر، وكانت نسبة 14.4% بين الثامنة عشر والرابعة والعشرين عاماً، ونسبة 25.7% كانت واقعةً في الفئة العمرية ما بين الخامسة والعشرين والرابعة والأربعين عاماً، ونسبة 30.3% كانت ما بين الخامسة والأربعين والرابعة والستين، ونسبة 13.5% كانت ضمن فئة الخامسة والستين عاماً فما فوق. وتوزع التركيب الجنسي للسكان بنسبة 43.1% ذكور و56.9% إناث.

## المناخ
يظهر الجدول التالي التغييرات المناخية على مدار السنة لنورثهامبتون:
| البيانات المناخية لـنورثهامبتون   | البيانات المناخية لـنورثهامبتون | البيانات المناخية لـنورثهامبتون | البيانات المناخية لـنورثهامبتون | البيانات المناخية لـنورثهامبتون | البيانات المناخية لـنورثهامبتون | البيانات المناخية لـنورثهامبتون | البيانات المناخية لـنورثهامبتون | البيانات المناخية لـنورثهامبتون | البيانات المناخية لـنورثهامبتون | البيانات المناخية لـنورثهامبتون | البيانات المناخية لـنورثهامبتون | البيانات المناخية لـنورثهامبتون | البيانات المناخية لـنورثهامبتون |
| الشهر                             | يناير                           | فبراير                          | مارس                            | أبريل                           | مايو                            | يونيو                           | يوليو                           | أغسطس                           | سبتمبر                          | أكتوبر                          | نوفمبر                          | ديسمبر                          | المعدل السنوي                   |
| --------------------------------- | ------------------------------- | ------------------------------- | ------------------------------- | ------------------------------- | ------------------------------- | ------------------------------- | ------------------------------- | ------------------------------- | ------------------------------- | ------------------------------- | ------------------------------- | ------------------------------- | ------------------------------- |
| الدرجة القصوى °ف (°م)             | 70 (21)                         | 70 (21)                         | 85 (29)                         | 93 (34)                         | 94 (34)                         | 98 (37)                         | 100 (38)                        | 100 (38)                        | 99 (37)                         | 89 (32)                         | 82 (28)                         | 72 (22)                         | 100 (38)                        |
| متوسط درجة الحرارة الكبرى °ف (°م) | 33 (1)                          | 37 (3)                          | 45 (7)                          | 58 (14)                         | 69 (21)                         | 78 (26)                         | 82 (28)                         | 81 (27)                         | 73 (23)                         | 62 (17)                         | 49 (9)                          | 38 (3)                          | 59 (15)                         |
| متوسط درجة الحرارة الصغرى °ف (°م) | 13 (−11)                        | 16 (−9)                         | 24 (−4)                         | 35 (2)                          | 45 (7)                          | 55 (13)                         | 59 (15)                         | 58 (14)                         | 49 (9)                          | 38 (3)                          | 30 (−1)                         | 20 (−7)                         | 37 (3)                          |
| أدنى درجة حرارة °ف (°م)           | −30 (−34)                       | −27 (−33)                       | −17 (−27)                       | 11 (−12)                        | 24 (−4)                         | 32 (0)                          | 40 (4)                          | 32 (0)                          | 25 (−4)                         | 12 (−11)                        | −4 (−20)                        | −20 (−29)                       | −30 (−34)                       |
| الهطول إنش (مم)                   | 3.34 (85)                       | 3.23 (82)                       | 3.57 (91)                       | 3.87 (98)                       | 4.14 (105)                      | 4.10 (104)                      | 4.03 (102)                      | 3.76 (96)                       | 4.19 (106)                      | 4.64 (118)                      | 3.83 (97)                       | 3.44 (87)                       | 46.14 (1٬171)                   |
| المصدر: Weather.com               |                                 |                                 |                                 |                                 |                                 |                                 |                                 |                                 |                                 |                                 |                                 |                                 |                                 |

## أعلام
- أنتوني سكوت
- ليزا سنايدر
- ثيودور سانت جون
- ليديا ديفيس
- توماس نافارو توماس
- سيلفستر غراهام
- كالفين كوليدج
- كاليب سترونغ
- ألبرت فرانسيس بليكسلي
- ويليام دوايت ويتني